# Пам'ятник Йоганові Пінзелю (Бучач)
Пам'ятник Іоану Георгію Пінзелю — монумент у місті Бучачі (Тернопільська область). Знаходиться біля східної сторони Бучацької ратуші. 
Освячений 16 листопада 2014 року о. Володимиром Шафраном (УГКЦ), кс. Даріушем Пєхніком (РКЦ), о. Т. Дручком, о. М. Суканцем (обидва — ПЦУ) за участи представників громади міста та гостей. 
Під час відкриття слово мали гостя — директор Львівської національної галереї мистецтв імені Бориса Возницького Лариса Возницька, автор пам'ятки — скульптор Роман Вільгушинський, меценат Василь Бабала, краєзнавець Микола Козак, голова Бучацької райради Олег Михайлів.
Виготовлений з пісковику кремового відтінку.

## Галерея

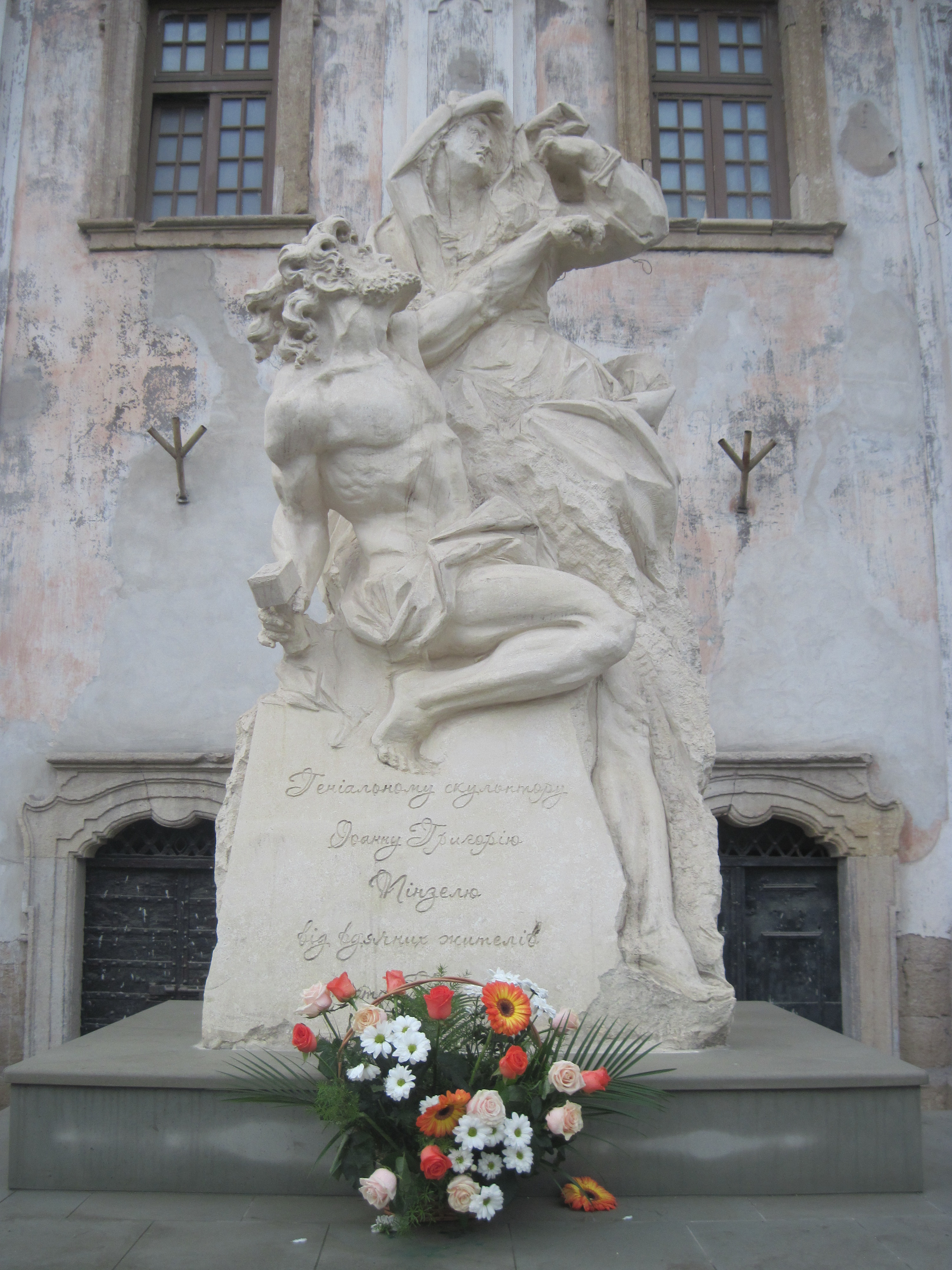
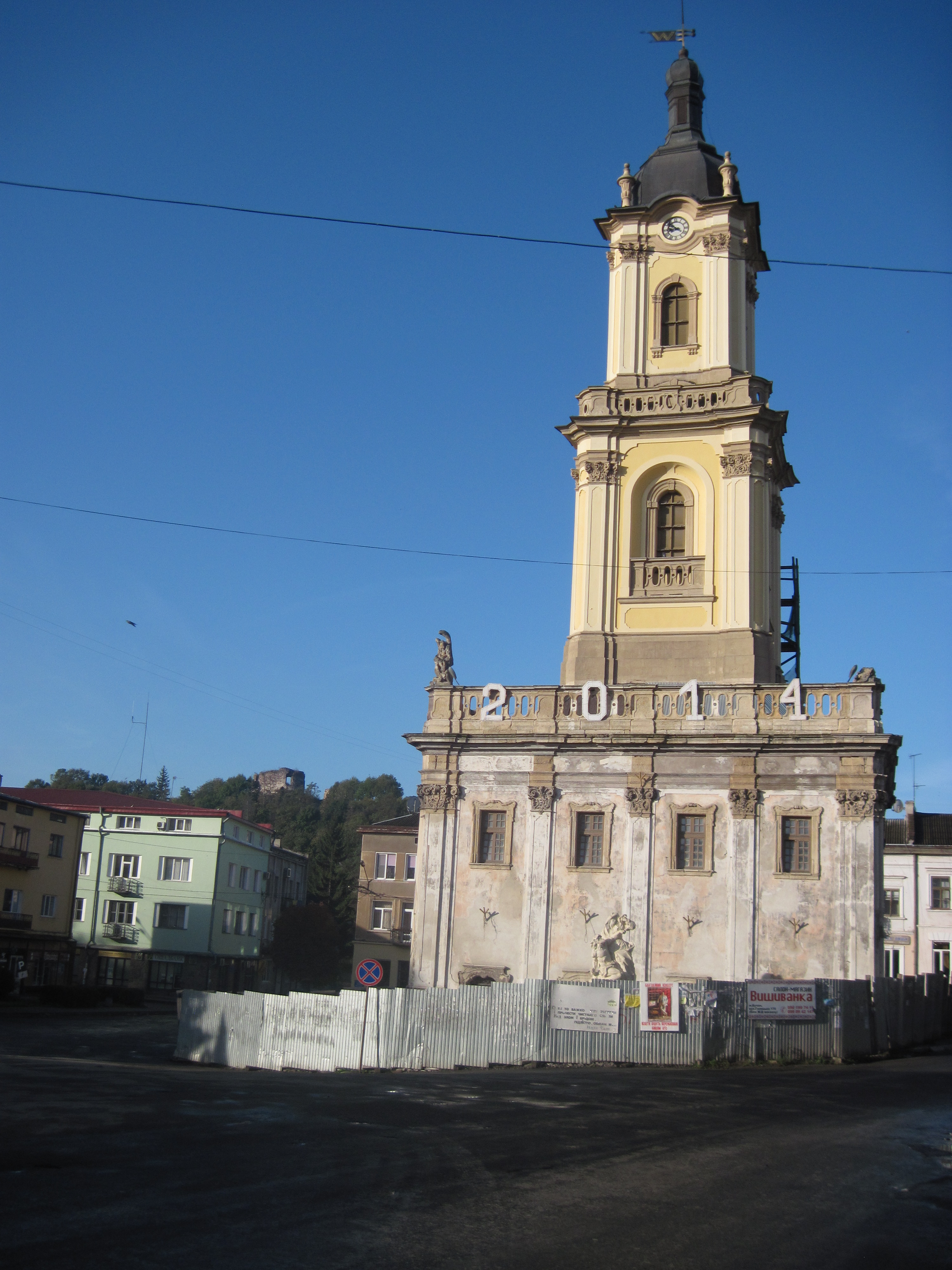
осінь 2014